# Plac Bohaterów Getta w Krakowie
Plac Bohaterów Getta (od ok. 1880 Mały Rynek, 1917–1948 plac Zgody) – plac w Krakowie, w dzielnicy XIII Podgórze, w Podgórzu. 
W latach 1941–1943 znajdował się w obrębie getta krakowskiego. Był miejscem koncentracji ludności żydowskiej przed transportem do obozów koncentracyjnych. Pod numerem 18. działała Apteka „Pod Orłem” Tadeusza Pankiewicza, jedynego nieżydowskiego mieszkańca getta.

## Historia

### Mały Rynek w Podgórzu
Plac pod innymi nazwami funkcjonował w ramach miasta Podgórze. Zarys placu pojawił się w pierwszej połowie XIX wieku na planach katastralnych. Był to wówczas niezabudowany plac ograniczony przez drogi prowadzące do magazynów solnych (obecnie teren między ulicami: Lwowską, Targową i Piwną). Na placu znajdowała się ujeżdżalnia (Reitschule), wykorzystywana przez stacjonujących w pobliżu ułanów. Została prawdopodobnie zlikwidowana pod koniec lat 70. XIX wieku.
Od lat 80. XIX wieku plac pełnił funkcję targowiska, na którym początkowo handlowano świniami, a później również bydłem. Wobec postępującej rozbudowy miasta, granice placu uległy regulacji. Zaczęto wznosić nowe budynki, dla których stosowano podwójną numerację – liczbę spisową, będącą numerem nieruchomości w Podgórzu, oraz liczbę orientacyjną, określającą numer budynku na samym placu. Już wówczas plac był zwany „Małym Rynkiem”.
W ówczesnym czasie na placu istniała przetwórnia cykorii (przy Małym Rynku 7, budynek obecnie nieistniejący), założona w 1880 przez Jakuba Kriegera. Działała do 1895. Prawdopodobnie w budynku o numerze 15 (obecnie nieistniejący) zlokalizowany był warsztat kołodziejski. Właścicielem tego budynku był majster stelmachowski Sobiesław Widerski. W 1891 Honorata Żachrowska otwarła pierwszy sklep na placu pod adresem Mały Rynek 18 (obecnie numer 17; sam budynek nie istnieje, został wyburzony w 2008). Kolejny sklep otworzył Majer Apfelbaum w 1896 pod numerem 7 (budynek obecnie nieistniejący). W późniejszym okresie w obrębie placu działały dwie szynkownie (Mały Rynek 9 – budynek obecnie nie istnieje, oraz Mały Rynek 10 – obecnie ten sam numer), masarnia (Mały Rynek 15 – budynek obecnie nie istnieje), warsztat mechaniczny i pralnia (Mały Rynek 13 – budynek obecnie nie istnieje).
W listopadzie 1909 koncesje na prowadzenia apteki pod adresem Mały Rynek 20 (obecnie numer 18) uzyskał Józef Pankiewicz.
Wobec szybko zwiększającej się liczby ludności w Podgórzu coraz więcej parcel było przeznaczanych na budowę domów mieszkalnych. Właściciel takiego domu był zobowiązany do urządzenia chodnika przed swoją posesją na całej jej długości. Musiał on mieć szerokość 1,5 metra (przy ulicy Salinarnej – 2 metry) i być zbudowany z „pieńków pruskich” (klocków z drzewa bukowego). Do 1908 zakończono urządzanie chodników wzdłuż całego placu. Ostatnim zbudowanym był odcinek od numeru 7 do ówczesnej ulicy Wąskiej (obecnie ulica Piwna). Stało się to dzięki udziałowi funduszy miejskich.
W 1913 otwarto tzw. III Most (obecnie most Powstańców Śląskich), na nim w 1915 oficjalnie ogłoszono połączenie Podgórza z Krakowem. W 1917 została poprowadzona przez niego linia tramwajowa do Rynku Podgórskiego.

### Plac Zgody

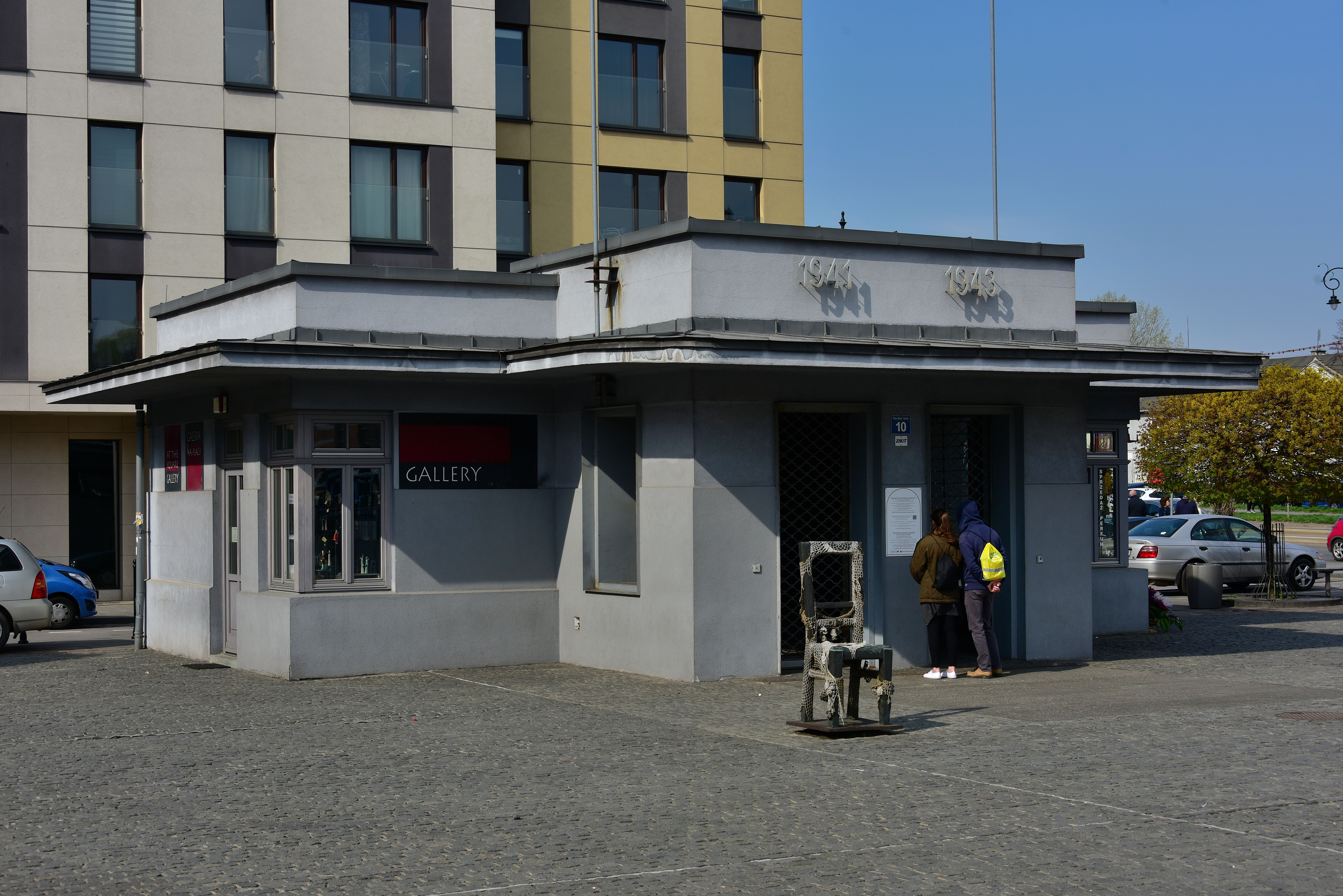
Budynek dawnego dworca autobusowego z 1931. Nad wejściem umieszczono daty utworzenia (1941) i likwidacji (1943) krakowskiego getta

Wobec dublowania się nazw krakowskich i podgórskich podjęto decyzję o zmianie nazwy placu. 16 stycznia 1917 Rada Miasta Krakowa zatwierdziła zmianę nazw podgórskich według propozycji Towarzystwa Miłośników Historii i Zabytków Krakowa. Mały Rynek w Podgórzu otrzymał nazwę placu Zgody, nazwa ta odnosiła się prawdopodobnie do porozumienia o połączeniu miast.
W kolejnych latach z panoramy placu zniknęła szynkownia pod numerem 10, a lokal pod numerem 9 zmienił nazwę na „Bar Zgoda”. Powstał również nowy bar pod numerem 13. W budynku pod numerem 10 otwarto nową masarnię.

#### Dworzec autobusowy „Karpaty”

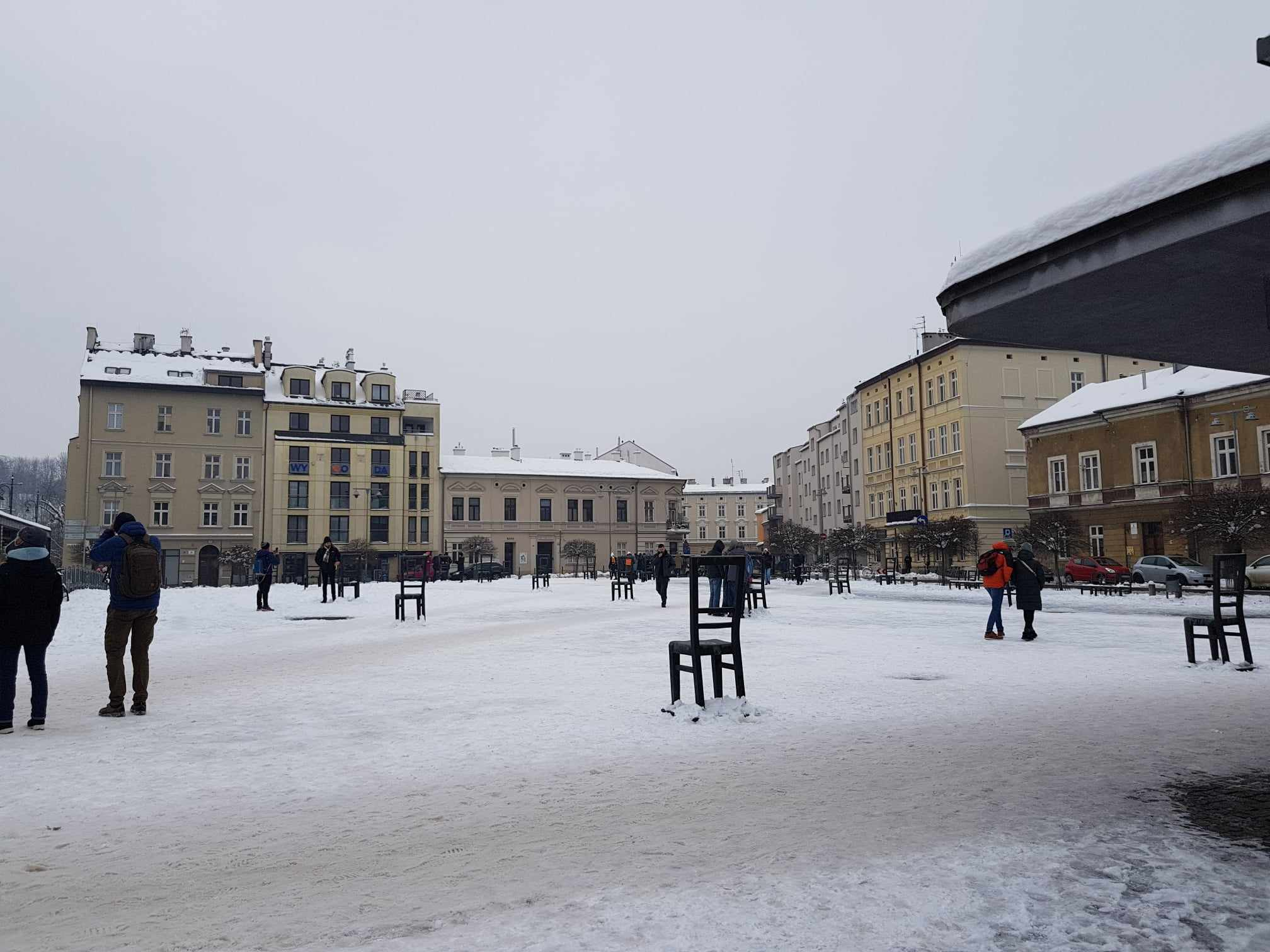
Plac w zimowej scenerii

W 1930 decyzją Rady Miasta na terenie placu Zgody powstał dworzec obsługujący linie autobusowe łączące Kraków z miejscowościami podkarpackimi. W latach 1930–1931 wzniesiono budynek dworca projektu Adolfa Siódmaka. Połączeniami zawiadywał Polski Związek Turystyczny. Dworzec na placu Zgody był drugim dworcem autobusowym Krakowa, obok tego, który istniał na placu św. Ducha. Razem obsługiwały około miliona pasażerów rocznie. Ruch autobusowy ustał w 1939 w związku z zarekwirowaniem taboru przez wojsko.
W tym miejscu istniała również pętla tramwajowa linii numer 3 łączącej Podgórze z Piaskami Wielkimi.

#### Getto

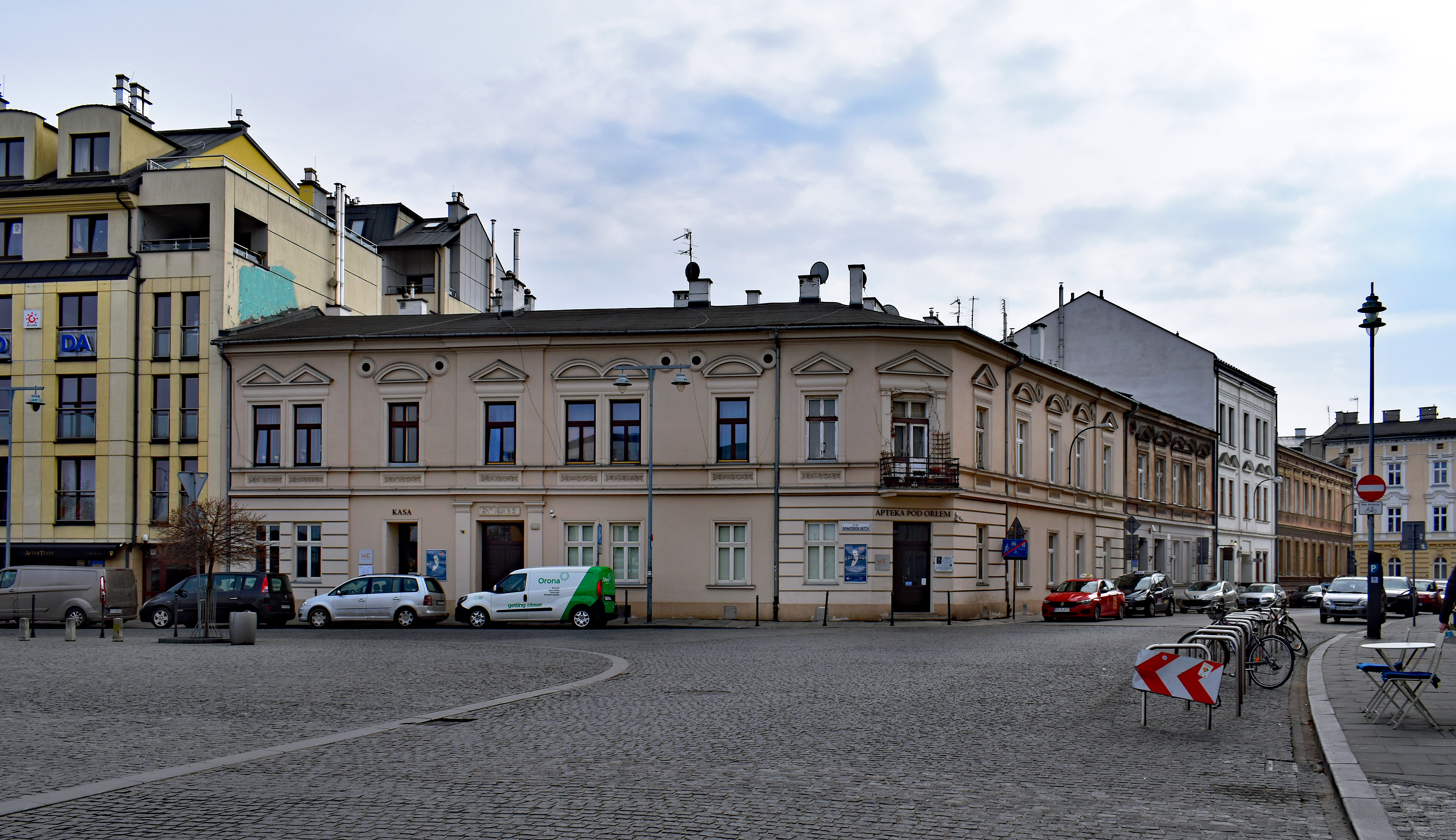
Apteka Pod Orłem

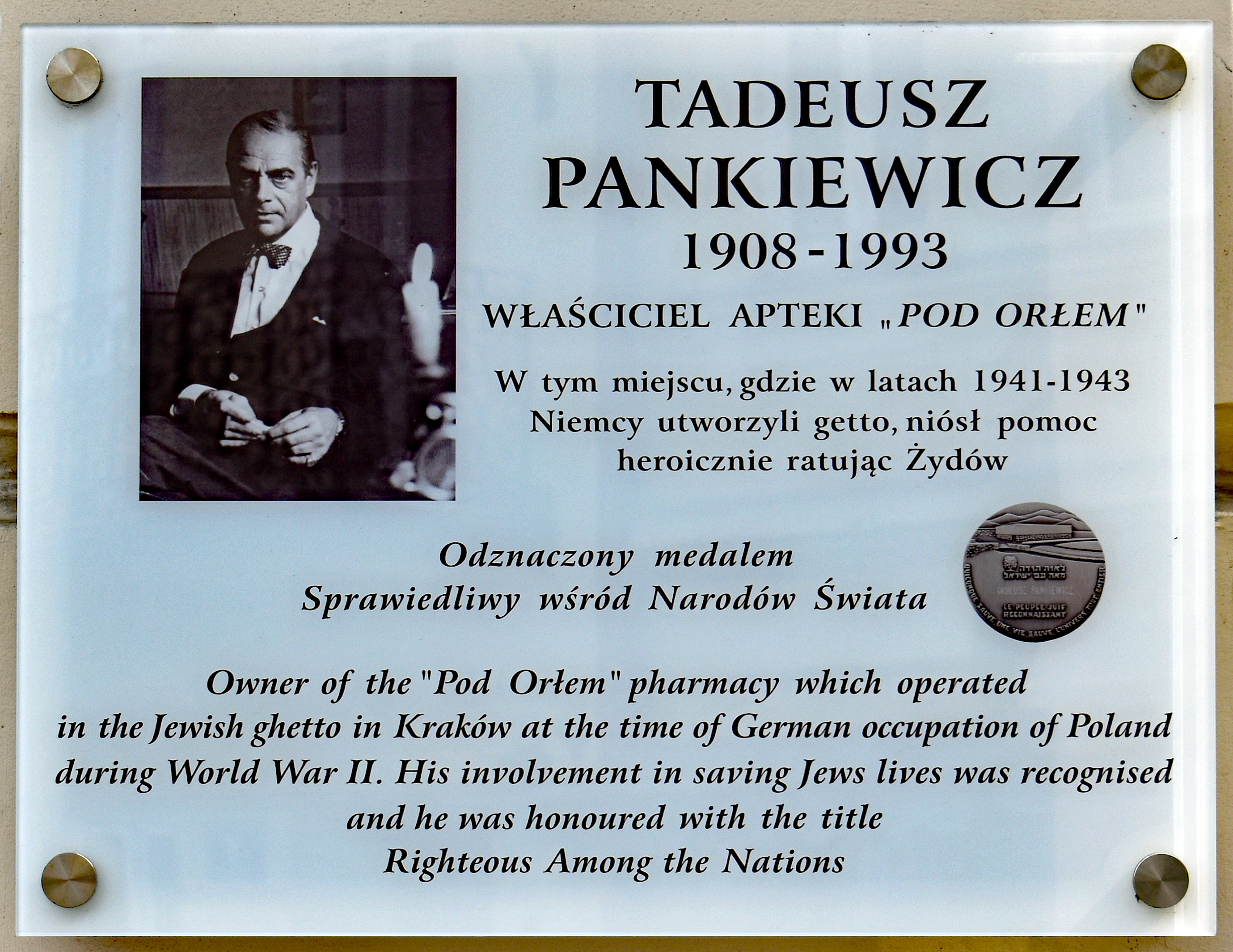
Tablica upamiętniająca Tadeusza Pankiewicza

Getto krakowskie zostało utworzone 3 marca 1941 decyzją gubernatora dystryktu krakowskiego – Ottona Wächtera, a sam plac stał się jego centralnym punktem. Wszyscy nieżydowscy mieszkańcy zostali wysiedleni (z wyjątkiem Tadeusza Pankiewicza). W budynku dworca autobusowego mieścił się posterunek granatowej policji. Obok niego znajdował się mur getta, ze zwieńczeniem przypominającym macewy. W murze zlokalizowane było przejście dla pieszych, a także nieco dalej brama wjazdowa na ulicę Lwowską (brama IV). Od strony zjazdu z mostu znajdowała się tablica z napisem po niemiecku i polsku – Żydowska Dzielnica Mieszkaniowa. Pojazdy przejeżdżają bez zatrzymywania się. Wstęp, opuszczanie żydowskiej dzielnicy mieszkaniowej dla ludności żydowskiej, nieżydowskiej, dozwolony jedynie za przepustkami.
Przez środek placu biegła ulica będąca przedłużeniem ulicy Targowej do bramy getta, dzieląc plac na dwa trójkąty. Obecnie przebieg tej ulicy jest wyszczególniony przez odpowiednie ułożenie kostki brukowej. Plac był głównym miejscem koncentracji ludności przed wysiedleniem. Ludzi gromadzono w zachodniej części placu; w centralnej części stały ciężarówki na które ładowano zagrabione mienie. Sformowane kolumny przechodziły następnie w kierunku ulicy Salinarnej (dzisiaj ulica Lwowska).
Na placu odbyła się pierwsza selekcja w getcie krakowskim, dokonana 4 czerwca 1942. Rozstrzelano podczas niej co najmniej 111 osób. Również na placu miała miejsce ostatnia selekcja, dokonana już podczas likwidacji getta, 13 marca 1943. Zwłoki pomordowanych pochowano w zbiorowej mogile na terenie obozu Płaszów. Do połowy grudnia 1943 trwało sortowanie zagrabionego majątku. Opuszczone domy zostały zasiedlone z przydziału niemieckiego starosty miasta.
Na rogu z ul. Targową mieściła się apteka Pod Orłem prowadzona przez Tadeusza Pankiewicza, jedynego aryjczyka, któremu Niemcy zezwoli na zamieszkanie na terenie getta.

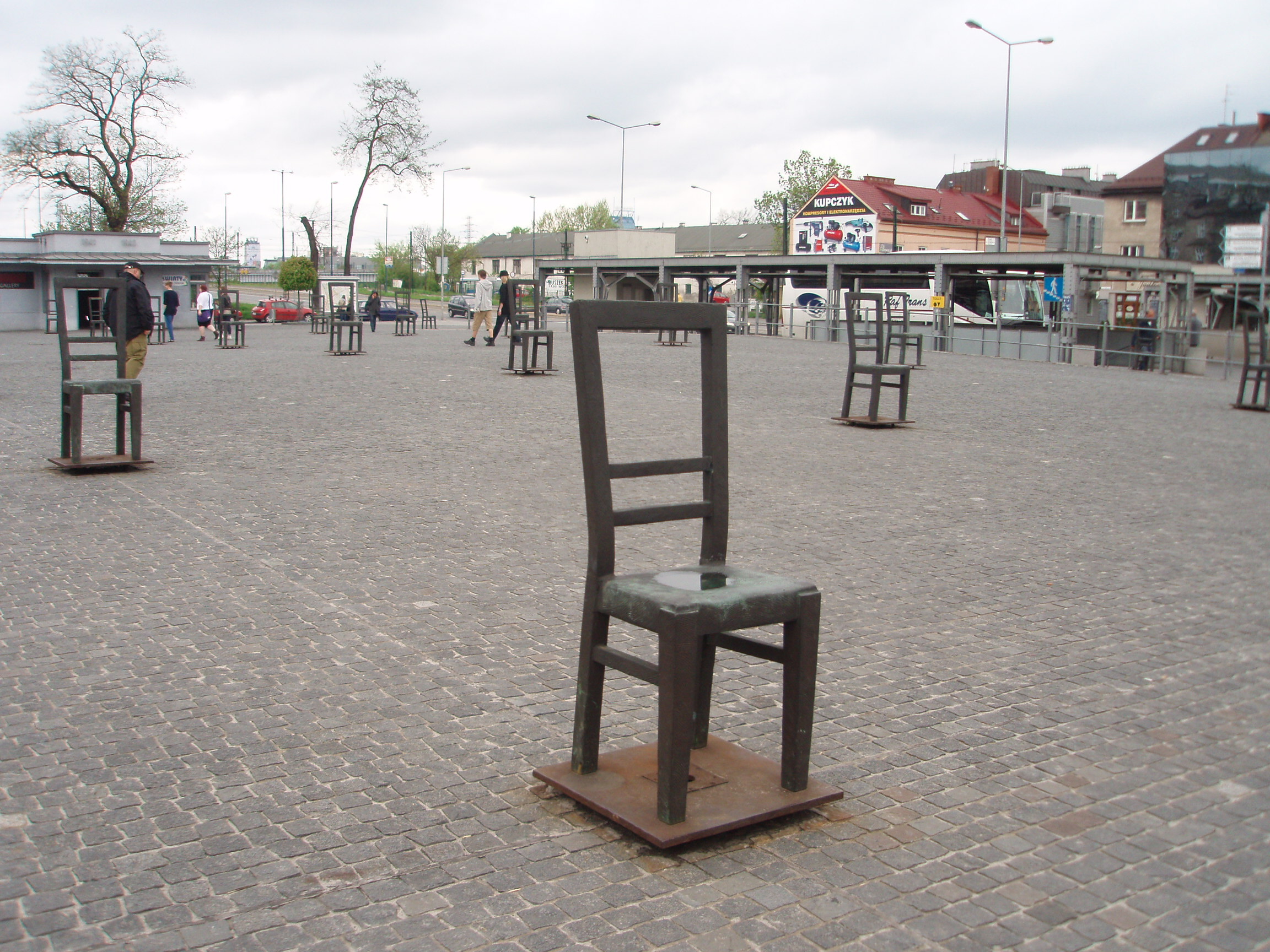
Pomnik składający się z 70 krzeseł

### Przebudowa w 2005 i pomnik
W 2005 plac został przebudowany, m.in. rozebrano i odbudowano od podstaw budynek dworca autobusowego.
Po zakończeniu przebudowy na placu odsłonięto pomnik upamiętniający krakowskie getto i krakowskich Żydów składający się z 70 krzeseł. Inspiracją dla jego twórców, Piotra Lewickiego i Kazimierza Łataka, był opis z książki Tadeusza Pankiewicza Apteka w getcie krakowskim, w którym autor wspominał sprzęty wynoszone na plac podczas akcji opróżniania domów po ostatnich mieszkańcach getta. W 2006 upamiętnienie otrzymało wyróżnienie w konkursie European Prize for Urban Public Space (Europejskiej Nagrody dla Miejskiej Przestrzeni Publicznej), a w 2011 Gold Award (Złotą Nagrodę) w konkursie Urban Quality Award 2011.